# Cross Road
Cross Road je naslov kompilacijskog albuma rock sastava Bon Jovi izdanog 1994. godine.

## Popis pjesama
1. „Livin’ on a Prayer” – 4:11
2. „Keep the Faith” – 5:44
3. „Someday I’ll Be Saturday Night” – 4:38
4. „Always” – 5:52
5. „Wanted Dead or Alive” – 5:07
6. „Lay Your Hands on Me” – 5:58
7. „You Give Love a Bad Name” – 3:43
8. „Bed of Roses” – 6:34
9. „Blaze of Glory” – 5:40
10. „In These Arms” – 5:19
11. „Bad Medicine” – 5:14
12. „I’ll Be There for You” – 5:41
13. „In and Out of Love” – 4:23
14. „Runaway” – 3:50
15. „Never Say Goodbye” – 4:49